# Lotta Schelinová
Charlotta Eva Schelin (* 27. února 1984) je bývalá švédská fotbalistka, útočnice. Za švédskou reprezentaci debutovala v březnu 2004, v říjnu 2012 byla jmenována kapitánkou. Hrála na čtyř mistrovství Evropy, třech mistrovství světa a čtyřech olympijských turnajích.
V říjnu 2014 se stala nejlepší střelkyní reprezentace.
Svou kariéru začala v roce 2001 v Göteborgu. V roce 2008 přestoupila do Lyonu. Během působení v Lyonu vyhrála třikrát Ligu mistrů. V roce 2016 se vrátila do Švédska, konkrétně do Rosengårdu. Pětkrát získala ocenění Diamantbollen.
Kariéru ukončila v roce 2018 kvůli bolestem hlavy a krku v důsledku zranění z předchozího roku.